# Choi Ye-bin
Choi Ye-bin (* 2. September 1998 in Suwon) ist eine südkoreanische Schauspielerin. Bekannt wurde sie in The Penthouse: War in Life.

## Leben und Karriere
Choi wurde am 2. September 1998 in Suwon geboren. Ihr Debüt gab sie 2019 in dem Film Voice. Danach spielte sie in The Next Station Is Isu mit. Von 2020 bis 2021 bekam sie eine Rolle in  The Penthouse: War in Life. 2021 wurde sie für die Serie Love & Wish gecastet. Choi trat 2021 in der Sendung Delicious Rendezvous auf. Unter anderem war Bae in der Serie It's Beautiful Now zu sehen. Außerdem spielte sie in  Transaction Complete die Hauptrolle.

## Filmografie (Auswahl)
Filme
- 2019: Voice
- 2019: The Next Station Is Isu
- 2019: Unfamiliar Summer
- 2019: Quitting My Destiny
- 2022: Transaction Complete

Serien
- 2020–2021: The Penthouse: War in Life
- 2021: Love & Wish
- 2022: It’s Beautiful Now

Sendungen
- 2021: Delicious Rendezvous
- 2022: Stars’ Top Recipe at Fun-Staurant

## Theater
- 2019: Almost, Maine

## Auszeichnungen

### Gewonnen
- 2021: KBS Drama Awards in der Kategorie „Beste Schauspielerin“[5]